# Боровіков Олександр Якович
Боровіко́в Олекса́ндр Я́кович (25 липня 1931, Алтайський край – 2 травня 2021, Київ) — радянський та український художник, доцент кафедри рисунку і живопису в Київському національному університеті будівництва і архітектури.

## Життєпис
Народився 25 липня 1931 року в Алтайському краї (Росія), де закінчив середню школу.
Професійну освіту здобув у Ленінградському художньо-педагогічному училищі (закінчив у 1951 р.). Згодом вступив до Київського державного художнього інституту за фахом «Образотворче мистецтво». Після закінчення інституту (1964 р.) викладав малювання та методику малювання в Київському педагогічному інституті ім. М. Горького (нині — Національний педагогічний університет ім. М. Драгоманова). З 1968 р. працював на кафедрі рисунку і живопису в Київському національному університеті будівництва і архітектури.
Помер 2 травня 2021 року в Києві.

## Творчість
Особливе місце у творчості художника займають жанри натюрморту та пейзажу, багато картин присвячено зображенню пам'ятників архітектури. Автор застосовує різноманітні техніки та майстерно їх поєднує. Персональні виставки художника проходять в Україні та за її межами.

## Педагогічна діяльність
Свою творчість митець поєднує з викладацькою діяльністю. О. Я. Боровіков є автором низки методичних посібників для вищої та середньої школи в галузі образотворчого мистецтва.